# Maisir
En el Islam, el juego por dinero denominado maisir, (árabe: ميسر, romanizado: maisîr, maysir, maisira o قمار qimâr), está prohibido (árabe: haram). Maisir está prohibido por la ley islámica (shari'a) con el argumento de que "el acuerdo entre los participantes se basa en un incentivo inmoral proporcionado por esperanzas enteramente ilusorias en las mentes de los participantes de que ganarán por mera casualidad, sin considerar la posibilidad de pérdida".

## Definiciones
Tanto el término qimar como maisir se refieren a juegos de azar, pero qimar es un tipo (o subconjunto) de maisir. El autor Muhammad Ayub define maisir como "desear algo valioso con facilidad y sin pagar una compensación equivalente por ello o sin trabajar para ello, o sin asumir ninguna responsabilidad por él, mediante un juego de azar". Otra fuente, Faleel Jamaldeen, lo define como "la adquisición de riqueza por casualidad (no por esfuerzo)". Ayub define qimar como " recibir dinero, beneficio o usufructo a costa de otros, teniendo derecho a ese dinero o beneficio solo por medio del azar"; Jamaldeen como "cualquier juego de azar".

## En la escritura
En el Corán se afirma que los juegos de azar, incluido el maisir, son un "pecado grave" y "abominaciones de la obra de Satanás". También se le menciona en ahadith.

'Te preguntan sobre las bebidas embriagantes y los juegos de azar. Di: «En ambos hay un gran mal y algún beneficio para la gente, pero su mal es mayor que su beneficio».'
Corán, 2:219 (al-Baqara)

'¡Vosotros que creéis! Ciertamente el vino, el juego de azar, los altares de sacrificio y las flechas adivinatorias son una inmundicia procedente de la actividad del Satán; apartaos de todo ello y podréis tener éxito. Realmente Satán quiere desencadenar entre vosotros la enemistad y el odio, sirviéndose del vino y del juego de azar, y así apartaros del recuerdo de Allah y del salat. ¿No desistiréis?'
 Corán, Sura 5:90-91 (Al-Ma'ida)

Huraira narrada : El profeta dijo, "Quien juramente diciendo. 'Por Al-lāt y al-‘Uzzá,' debe decir, 'Nadie tiene el derecho de ser adorado sino Dios; y aquel que le diga a su amigo, 'Ven, juguemos al azar,' debe dar algo a la caridad."
Sahih Bukhari, Libro 78 (Juramentos y Promesas), hadith 645